# WEWシングル王座
WEWシングル王座（ダブリュー・イー・ダブリュー・シングルおうざ）は、FMWが管理、WEWが認定していた王座。

## 歴史
1995年5月5日、大仁田厚の引退により、始まった「新生FMW」と呼ばれたデスマッチ路線を展開していた。
1997年、大仁田の復帰、外様であった冬木弘道の台頭で迷走を始める。
1998年3月、デスマッチ路線からエンターテイメント路線へと展開を図った。7月6日、新制度として統一機構を発表。
1999年5月31日、冬木がコミッショナーに就任して徐々に進行させていたエンターテイメント路線を一気に推進することを決める。その前段階として統一機構、年間シリーズの予定を白紙撤回する強権発動を行った。6月、冬木はFMWが管理している王座を全て封印して王座認定組織「WEW」を発足してWEW王座を創設。
2002年2月15日、FMWの崩壊により封印。

## 歴代王者
| 歴代  | 選手           | 戴冠回数 | 獲得日付       | 獲得場所 （対戦相手・その他）           |
| ----- | -------------- | -------- | -------------- | --------------------------------------- |
| 初代  | 冬木弘道       | 1        | 1999年         | 日本 不明                               |
| 第2代 | 田中将斗       | 1        | 1999年11月23日 | 横浜アリーナ                            |
| 第3代 | 黒田哲広       | 1        | 2000年1月5日   | 後楽園ホール 2000年5月1日返上           |
| 第4代 | 冬木弘道       | 2        | 2000年5月5日   | 駒沢オリンピック公園屋内球技場 黒田哲広 |
| 第5代 | 黒田哲広       | 2        | 2001年4月1日   | 後楽園ホール                            |
| 第6代 | ハヤブサ       | 1        | 2001年5月5日   | 月寒グリーンドーム                      |
| 第7代 | 金村キンタロー | 1        | 2001年8月1日   | 駒沢オリンピック公園屋内球技場          |
| 第8代 | 冬木弘道       | 3        | 2002年1月6日   | 後楽園ホール 2002年2月15日封印          |